# Rudolf Kretz
Rudolf Kretz ist ein ehemaliger österreichischer Radrennfahrer und nationaler Meister im Radsport.

## Sportliche Laufbahn
Kretz war im Straßenradsport und im Querfeldeinrennen (heutige Bezeichnung Cyclocross) aktiv. Bei den Österreichischen Querfeldein-Meisterschaften 1968 gewann er den Titel, 1971 wurde er Dritter der Meisterschaft.
1968 wurde er Gesamtsieger im Etappenrennen Wien–Rabenstein–Gresten–Wien vor Karl Peterka. 1969 wurde er Dritter der nationalen Meisterschaft im Straßenrennen. In der Österreich-Rundfahrt 1970 gewann er die Bergwertung. 1972 kam er beim Sieg von Franz Inthaler in der Burgenland-Rundfahrt auf den 3. Platz.
Insgesamt startete Kretz achtmal in der Österreich-Rundfahrt. 1973 war der 7. Platz sein bestes Resultat im Gesamtklassement.

## Familiäres
Sein Bruder Ludwig Kretz war ebenfalls Radrennfahrer.